# Nothura minor
A Nothura minor a tinamualakúak (Tinamiformes) rendjébe, ezen belül a tinamufélék (Tinamidae) családjába tartozó faj.

## Rendszerezése
A fajt Johann Baptist von Spix német biológus írta le 1825-ben, Tinamus nembe Tinamus minor néven.

## Előfordulása
Dél-Amerika középső részén, Brazília és Paraguay területén honos. Természetes élőhelyei a szubtrópusi vagy trópusi száraz gyepek, szavannák és cserjések. Állandó, nem vonuló faj.

## Megjelenése
Testhossza 20 centiméter, testtömege 158-174 gramm.

## Természetvédelmi helyzete
Az elterjedési területe nagyon nagy, egyedszáma 2500-9999 példány közötti és csökken. A Természetvédelmi Világszövetség Vörös listáján sebezhető fajként szerepel.